# Hrîțîkî, Krasîliv
Hrîțîkî (în ucraineană Грицики) este un sat în comuna Peceske din raionul Krasîliv, regiunea Hmelnîțkîi, Ucraina.

## Demografie
Componența lingvistică a localității Hrîțîkî
     Ucraineană (100%)
Conform recensământului din 2001, toată populația localității Hrîțîkî era vorbitoare de ucraineană (100%).